# Дюпаж (округ, Іллінойс)
Шаблон:StateAbbr_ 41°51′07″ пн. ш. 88°05′08″ зх. д. / 41.85195° пн. ш. 88.08567° зх. д.
Округ  Дюпаж (англ. DuPage County) — округ (графство) у штаті  Іллінойс, США. Ідентифікатор округу 17043.

## Історія
Округ утворений 1839 року.

## Демографія
За даними перепису 
2000 року 
загальне населення округу становило 904161 осіб, зокрема міського населення було 903290, а сільського — 871.
Серед мешканців округу чоловіків було 445731, а жінок — 458430. В окрузі було 325601 домогосподарство, 234354 родин, які мешкали в 335621 будинках.
Середній розмір родини становив 3,27.
Віковий розподіл населення поданий у таблиці:
| Стать    | До 15 років | 15-21 | 22-29 | 30-39 | 40-49 | 50-65 | 65-85 | Понад 85 |
| -------- | ----------- | ----- | ----- | ----- | ----- | ----- | ----- | -------- |
| Чоловіки | 104002      | 42794 | 48007 | 74743 | 74252 | 66534 | 32377 | 3022     |
| Жінки    | 98540       | 38286 | 46535 | 75925 | 77033 | 68716 | 44802 | 8593     |

## Суміжні округи
- Кук — північ  і схід
- Вілл — південь
- Кейн — захід
- Кендалл — південний захід

## Виноски
1. ↑  U.S. Decennial Census. United States Census Bureau. Архів оригіналу за 26 квітня 2015. Процитовано 4 липня 2014.
2. ↑  Historical Census Browser. University of Virginia Library. Архів оригіналу за 11 серпня 2012. Процитовано 4 липня 2014.
3. ↑  Population of Counties by Decennial Census: 1900 to 1990. United States Census Bureau. Архів оригіналу за 24 квітня 2014. Процитовано 4 липня 2014.
4. ↑  Census 2000 PHC-T-4. Ranking Tables for Counties: 1990 and 2000 (PDF). United States Census Bureau. Архів (PDF) оригіналу за 18 грудня 2014. Процитовано 4 липня 2014.
5. ↑  State & County QuickFacts. United States Census Bureau. Архів оригіналу за 6 червня 2011. Процитовано 4 липня 2014.(англ.) Наведено за англійською вікіпедією.
6. ↑  American FactFinder. Бюро перепису населення США. Архів оригіналу за 21 травня 2008. Процитовано 31 січня 2008.

| США | Це незавершена стаття з географії США. Ви можете допомогти проєкту, виправивши або дописавши її. |